# ريتا كوكيارا
ريتا كوكيارا (مواليد 1965) مهندسة إيطالية للكهرباء والكمبيوتر وأستاذ هندسة الكمبيوتر ورؤية الكمبيوتر في قسم إنزو فيراري لعلوم وهندسة الكمبيوتر في جامعة مودينا وريدجو إميليا في إيطاليا. كوكيارا هيقائدة في شركة رائدة في مجال الذكاء الاصطناعي وتطبق تقنيات الشبكة العميقة لفهم السلوك البشري. وهي مديرة مختبر أيماجي ومدير مركز أبحاث الذكاء الاصطناعي والابتكار أيري. كانت مديرة من 2018 إلى 2021 للمختبر الوطني الإيطالي للذكاء الاصطناعي والأنظمة الذكية. كانت مديرة المركز المشترك بين الإدارات للأبحاث في مجال تكنولوجيا المعلومات والاتصالات من 2012 إلى 2018. تشغل أيضًا منصب رئيس الرابطة الإيطالية للرؤية الحاسوبية والتعلم الآلي والتعرف على الأنماط من عام 2016 إلى عام 2018. وهي تعمل في مجال رؤية الكمبيوتر والتعرف على الأنماط منذ التسعينيات، تركز تعاوناتها الأخيرة مع باناسونيك وراي وفيراري على التعلم العميق المستند إلى وحدة معالجة الرسومات في فهم الفيديو لتحليل السلوك البشري وفهم الفيديو الخاص بالسيارات.